# 蕉弄蝶
蕉弄蝶（学名：Erionota torus），又名巨弄蝶、黃斑蕉弄蝶、香蕉弄蝶、蕉挵蝶，为弄蝶科蕉弄蝶屬下的一个种。

## 描述
雌雄外觀相似，無明顯差異。全身以褐色為主，頭部有毛，觸角褐色，末端具白鱗並呈鉤狀。口器黑褐色，下唇鬚直立，前兩節粗壯、褐色，末節小且呈棒狀。
胸部、腹部與足皆為褐色，腹面顏色較淺。前翅寬長，外緣略突出；後翅扇形，臀區稍突出。
前翅長21～23mm，可超過 35mm，背面褐色，具象牙黃透明斑，M3與CuA1室各有一斑，中室末端亦有透明斑，並與CuA1斑相連。後翅無紋，近基部覆褐毛。翅腹面斑紋與背面相似，多覆淡色鱗。緣毛為褐色。

## 分佈
分布於印度、喜馬拉雅地區、中南半島至華南一帶，近年已擴散至沖繩、菲律賓、斯里蘭卡、臺灣、模里西斯等地。本種常因農作物貿易擴散至新地區。
在臺灣，為近年入侵的農業害蟲，目前已廣泛分布於本島平地至中海拔地區，全島皆可見，亦出現在龜山島、綠島、金門與馬祖等地。

## 棲地
在臺灣全年可見，主要分布於種植芭蕉屬植物的地區，包括城市、農田及森林。蕉弄蝶最早於1986年在屏東發現，1988年起逐步擴散，至90年代初已遍布全台平地及低海拔地區。
成蟲日間停棲於枝葉間，受驚時迅速飛離；黃昏開始活躍於蕉株或樹叢間，具趨光性，常見於燈光下。幼蟲以野生蕉為食，亦會危害蕉類作物。一年可發生多代。